# Austin Aries
Daniel Healy (n. 15 de abril de 1978), más conocido como Austin Aries, es un luchador profesional estadounidense, Anteriormente trabajó en Major League Wrestling, Impact Wrestling, Ring of Honor, la WWE y en el circuito independiente.
Entre sus logros destaca el ser cinco veces Campeón Mundial, al haber sido tres veces Campeón Mundial de Impact y dos veces Campeón Mundial de ROH, siendo el primer luchador en conseguir en dos ocasiones ese título. También es cinco veces Campeón de la División X de la TNA, siendo con 301 días el reinado más largo del título y una vez Campeón Mundial en Parejas de la TNA junto a Bobby Roode y una vez Gran Campeón de Impact. Todos estos campeonatos lo convierten en Campeón Triple Corona en la TNA.

## Carrera

### Inicios
Solwold comenzó a entrenar con Eddie Sharkey y Terry Fox en 2000 y debutó el 11 de noviembre del 2000, frente a "Sheriff" Johnny Emerald. Luchó en la costa oeste durante varios años. Después, se fue a la costa este y empezó a luchar a finales de 2004 en el ECWA Super 8 Tournament, donde fue derrotado por Christopher Daniels.

### Ring of Honor (2004-2010)
Desde allí, se unió a Ring of Honor. Aries hizo su debut en ROH en el espectáculo principal de ROH:Reborn Stage 2, en Chicago Ridge, Illinois, el 24 de abril de 2004. Aries no consiguió ganar un four corner survival match, en el que también participaron Jimmy Rave, Rocky Romero y el ganador, Nigel McGuinness. Aries volvió a pelear el 22 de mayo, en Generation Next para competir esa noche contra una serie jóvenes talentos. Alex Shelley, Aries, Roderick Strong y Jack Evans fueron presentados como miembros de un nuevo stable (con la intención de proponer nuevos talentos en ROH). El stable tomaría el mismo nombre del evento, Generation Next.
Aries consiguió el ROH World Championship en Final Battle 2004 el 26 de diciembre del 2004, en Filadelfia, Pensilvania, al derrotar al luchador que más tiempo tuvo el título, Samoa Joe. Después de seis meses de defensas ininterrumpidas de su título, muchos de las cuales eran internacionales, Aries perdió el título ante CM Punk el 18 de junio del 2005.

### Total Nonstop Action Wrestling (2011-2015)

#### 2011-2012
El 13 de junio de 2011, en las grabaciones del 16 de junio de Impact Wrestling, Aries regresó a TNA como parte de un torneo entre antiguos luchadores de la División X, donde el ganador obtendría un contrato. Aries pasó la primera ronda al derrotar a Jimmy Rave en un combate en el que también participó Kid Kash. En Destination X ganó el torneo y tuvo un contrato con la TNA lucha que también participaron Low Ki, Zema Ion y Jack Evans. Después empezó un feudo con Alex Shelley y el campeón de la División X Brian Kendrick enfrentándose los tres en Hardcore Justice por el campeonato, reteniendo Kendrick el título. Sin embargo, Aries le dijo a Kendrick que no le había derrotado a él, ya que había cubierto a Shelley. Dos semanas después ganó un Gauntlet X Division Match, ganando otra oportunidad por el título en No Surrender, donde ganó el Campeonato de la División X al vencer a Kendrick. En Bound for Glory, retuvo el título ante Kendrick. En Turning Point, derrotó a Jesse Sorensen y Kid Kash reteniendo el Campeonato de la División X de la TNA. Sin embargo, al cubrir a Kash, ambos se enfrentaron en Final Resolution, reteniendo Aries el título. En Genesis, tuvo otra defensa exitosa ante Kash, Sorensen y Zema Ion, en Against All Odds lo defendió ante Alex Shelley y en Victory Road ante Zema Ion.

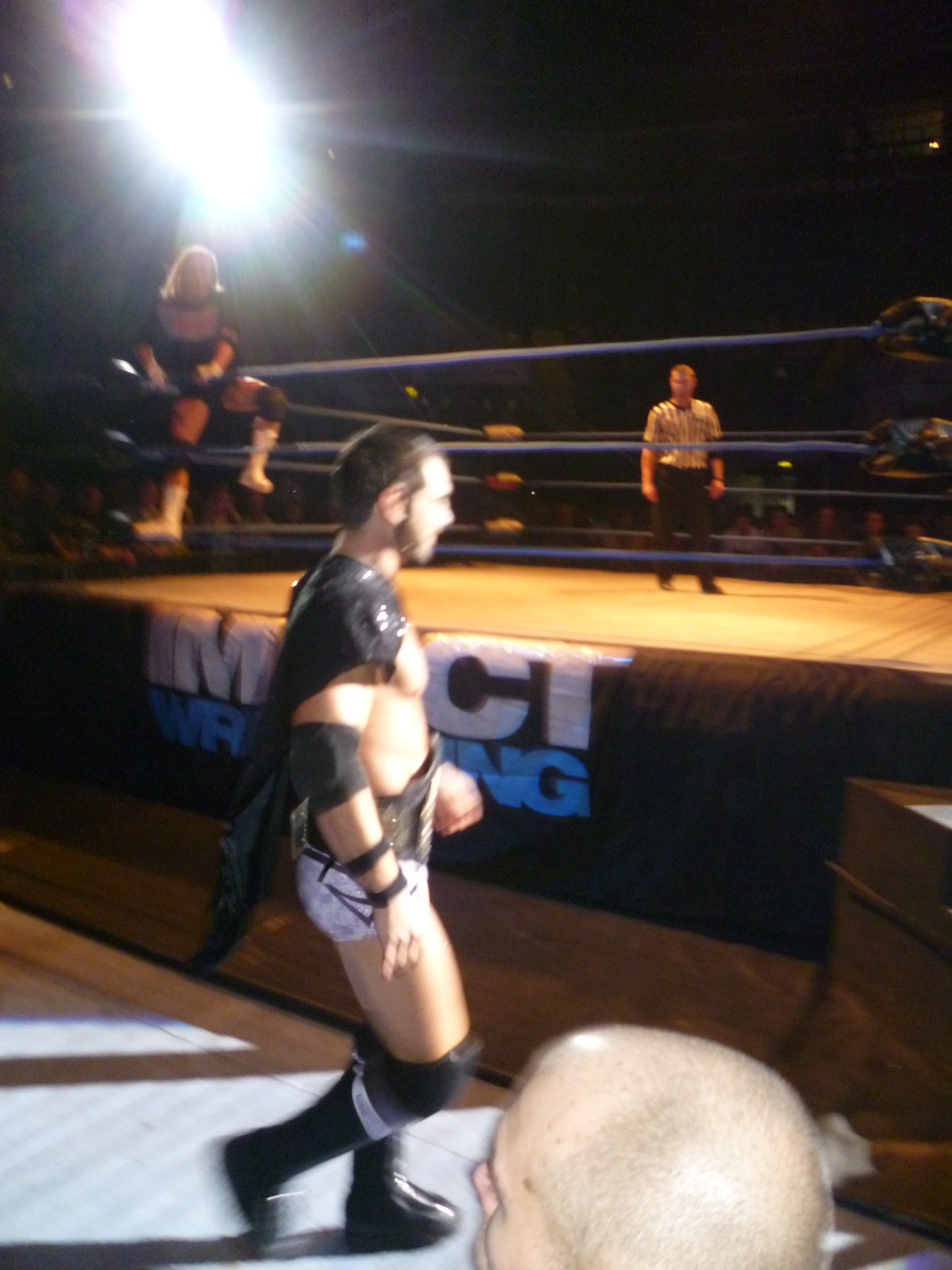
Aries como Campeón de la División X de TNA.

En la edición de Impact Wrestling del 22 de marzo estaba defendiendo su Campeonato frente a Kid Kash, Zema Ion y Anthony Nese, sin embargo todos fueron atacados por Bully Ray dejando sin resultado el combate. Debido a esto, la semana siguiente el 29 de marzo retó a Bully Ray por haberlo atacado, dando un cambio a Face. En Lockdown, luchó en el Lethal Lockdown match como parte del Team Garett. En el evento, su equipo se alzó con la victoria frente al Team Eric. Finalmente, terminó su feudo con Ray en Sacrifice, donde logró ganar al hacerle rendir con su Last Chancery. El 31 de mayo, durante el primer Impact Wrestling en directo, tuvo otra defensa exitosa ante Chris Sabin. En ese mismo día, Aries tuvo una confrontación con Samoa Joe, lo que llevaría a que Joe le costara a Aries su combate frente a Crimson la semana siguiente. En Slammiversary, Aries se enfrentó a Samoa Joe por el Campeonato de la X División, reteniendo el título. La semana siguiente en Impact Wrestling retuvo de nuevo el campeonato en un Ultimate X Match contra Zema Ion y Chris Sabin, tras esa lucha dijo que era hora de estar en los eventos principales, por lo cual Hulk Hogan le ofreció luchar por el Campeonato Mundial Peso Pesado de TNA en Destination X, pero para eso debía renunciar al Campeonato de la División X, en la semana siguiente Aries aceptó dejar vacante el título a cambio de su lucha y de que, todos los años, le fuera concedida en Destination X una lucha por el título mundial al Campeón de la División X. En Destination X derrotó a Bobby Roode ganando el Campeonato Mundial Peso Pesado de la TNA. Sin embargo, Roode dijo que lo había ganado solo por suerte, por lo que volvieron a enfrentarse en Hardcore Justice, donde Aries retuvo el título. Durante las siguientes semanas Aries se involucró en la pelea entre TNA contra Aces & Eights, teniendo un enfrentamiento con uno de los miembros de Aces & Eights en No Surrender. Luego de que Jeff Hardy ganará el BFG Series y se convirtiera en el retador al título de Aries, este comenzó a mostrarse celoso de las atenciones que recibía Hardy y finalmente tras varias discusiones, el 11 de octubre en Impact Wrestling lo atacó con el Brainbuster, cambiando a Heel. En Bound for Glory, Aries enfrentó a Jeff Hardy pero fue derrotado perdiendo el campeonato mundial. En Turning Point obtuvo su revancha contra Hardy en un Ladder Match pero fue derrotado. Durante las siguientes semanas acusó a Hulk Hogan de ser el culpable de perder el título por lo cual intentó retomar el Campeonato de la X Division para usarlo como medio para ir por el Campeonato Mundial, sin embargo no lo logró por la intervención de Bully Ray ya que Aries había estado metiéndose en sus asuntos con Brooke Hogan. En Final Resolution derrotó a Bully Ray aprovechando que este estaba distraído cuando Hulk Hogan se llevó a Brooke. Más tarde se reveló que Aries le pagó a Aces & Eights para interferir en la lucha de Jeff Hardy y Bobby Roode, por lo cual Hardy propuso una lucha contra Aries el 20 de diciembre en Impact Wrestling donde Hardy retuvo el título tras la interferencia de Roode.

#### 2013 - 2015

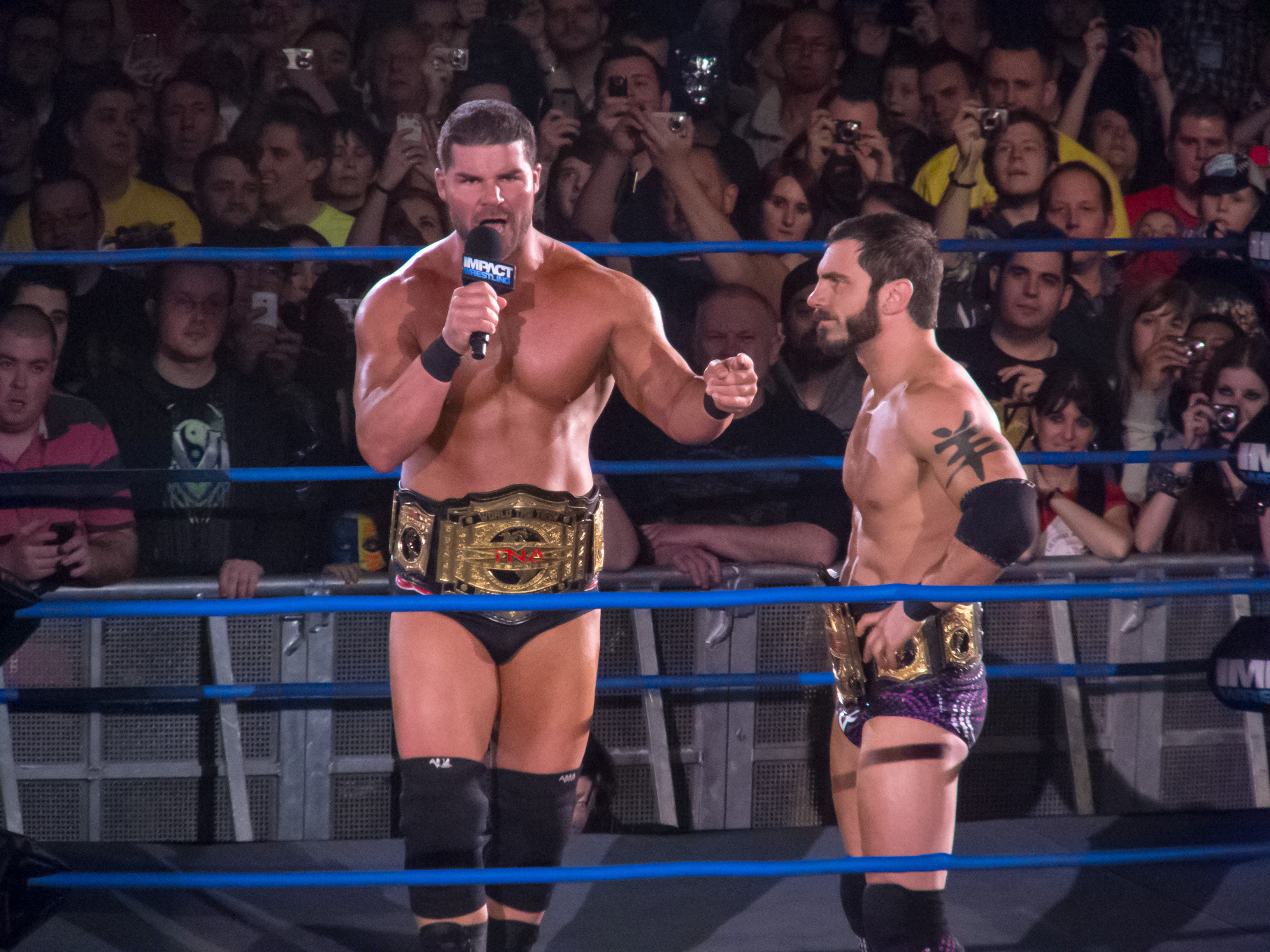
Aries y Roode tras ganar los Campeonatos Mundiales en Parejas de la TNA.

En Genesis obtuvo una nueva oportunidad por el Campeonato Mundial de Peso Pesado de TNA contra Jeff Hardy y Bobby Roode, pero la victoria fue para Hardy. Tras esto, Roode y Aries empezaron a hacer equipo, exigiendo oportunidades por los títulos. Estos comentarios les llevaron a una confrontación con los Campeones Mundiales en Parejas Chavo Guerrero & Hernández, con quienes empezaron un feudo. El 25 de enero de 2013, en Reino Unido, Roode & Aries les derrotaron, ganando los títulos, coronándose Aries como Campeón de la Triple Corona. En Lockdown retuvo el título junto a Roode derrotando a Chavo & Hernández, y Bad Influence (Christopher Daniels & Kazarian). El 21 de marzo en Impact Wrestling derrotaron a Chavo y Hernández una vez más reteniendo el título. Sin embargo, lo perdieron ante los excampeones el 11 de abril de 2013 en Impact Wrestling. Tuvieron su revancha el 25 de abril en Impact Wrestling, pero fueron derrotados tras una interferencia de Bad Influence. Ambos equipos se enfrentaron en un combate por una oportunidad titular el 9 de mayo en Impact Wrestling, pero acabó sin resultado debido a que el árbitro atacó a Aries y Daniels y se fue. La semana siguiente, se pactó un combate entre Aries & Roode, Bad Influence, los campeones y James Storm & Gunner en Slammiversary XI, siendo ganado por los últimos cuando Gunner forzó a Aries a rendirse. Dos semanas después, Aries derrotó a Eric Young, consiguiendo un puesto en las Bound for Glory Series. El 20 de junio, Suicide ganó el Campeonato de la X Division tras derrotar a Chris Sabin y Kenny King, pero más tarde se reveló que este Suicide era un impostor y su verdadera identidad era Austin Aries quien anunció que utilizaría el Campeonato de la X Division para ir por el Campeonato Mundial de Peso Pesado. Sin embargo, la semana siguiente lo perdió ante Sabin en la revancha donde también participó Manik. 
Tras esto, logró ser uno de los cuatro finalistas de las Bound for Glory Series. El 12 de septiembre en No Surrender, fue derrotado en la semifinal por el ganador del torneo, AJ Styles. En Bound for Glory, Aries participó en un Ultimate X match por el Campeonato de la División X contra el campeón Manik, Chris Sabin, Samoa Joe y Jeff Hardy, siendo el agandor Sabin. El 23 de noviembre (emitido el 12 de diciembre) conquistó por tercera vez el Campeonato de la División X al derrotar a Sabin, pero lo perdió el 5 de diciembre (emitido el 2 de enero) ante el excampeón. En Genesis, Aries increpó a Sabin por usar a su novia Velvet Sky para ganar sus combates, por lo que ese mismo día lucharon (la lucha fue emitida la semana siguiente) por el título, con Velvet en una jaula para que Sabin no la hiciera nada. Aries derrotó a Sabin y Sky le dejó por perder el combate. El 1 de marzo de 2014, en One Night Only: Outbreak, Aries fue derrotado por el luchador de Wrestle-1 Seiya Sanada, perdiendo el Campeonato de la División X.
Sin embargo, cambió a heel al aliarse con Dixieland en su feudo contra MVP. En Lockdown, el Team Dixie (Bobby Roode, Aries & BroMans) fueron derrotados por el Team MVP (MVP, The Wolves & Willow). Sin embargo, cuando MVP cambió a heel, fue atacado por su nuevo stable (MVP, Bobby Lashley & Kenny King), cambiando Aries a face y aliándose con Samoa Joe y el campeón Mundial Eric Young. En Slammiversary, Aries derrotó a King en un combate donde el ganador lucharía en el Main Event esa noche por el título. En el mismo evento, Aries se enfrentó a Eric Young y a Lashley por el título, siendo derrotado por Young. El 10 de junio, en Impact Wrestling, derrotó a Sanada, recuperando el Campeonato de la División X por quinta ocasión. El 24 de junio, en Impact Wrestling, Aries hace uso de la Opción C para retar al TNA World Heavyweight Champion Lashley en Destination X. El 31 de julio, en Destination X, Lashley derrota a Aries reteniendo el TNA World Heavyweight Championship.
En las grabaciones de Impact en la ciudad de Orlando con fecha de 27 de junio de 2015 lucharía por última vez para TNA, teniendo como oponente a Rockstar Spud, siendo este último el que saliera victorioso.

### WWE (2016–2017)

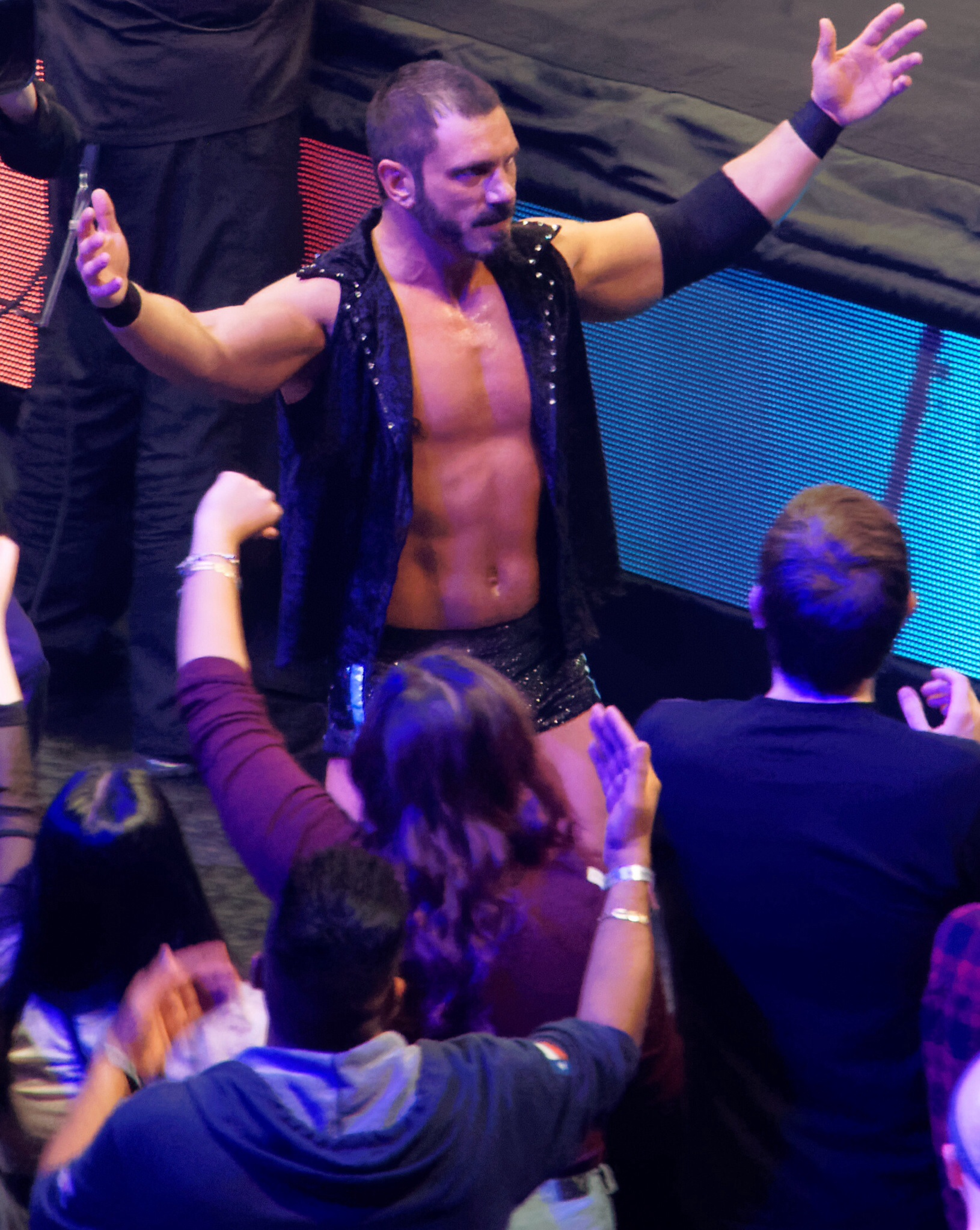
Aries en NXT.

#### NXT Wrestling (2016)
4 años antes de firmar con la WWE, mientras trabajaba para TNA, Aries proporcionó la voz para el personaje principal Jacob Cass en el modo Road to WrestleMania del videojuego de WWE, WWE 12.
El 22 de enero de 2016, durante las grabaciones NXT para febrero y marzo, fue presentado por el Gerente General William Regal pero luego fue atacado por Baron Corbin antes de que él podría dirigirse en el ring por lo que se pactó una lucha entre ambos luchadores en NXT TakeOver: Dallas. En dicho evento, Aries derrotó a Corbin.
Tras esto, el 18 de mayo en NXT, formó equipo junto a Shinsuke Nakamura, derrotando a Blake & Murphy. Pronto, William Regal determinó una lucha entre Nakamura y Aries. En NXT TakeOver: The End, fue derrotado por Nakamura, siendo esta su primera derrota. Durante las semanas siguientes cambió a Heel tras atacar a No Way Jose, con quien inició una rivalidad, llegando a enfrentarse en NXT TakeOver: Brooklyn II donde Aries se llevó la victoria, una vez termina la lucha Aries quiso seguir atacando a su rival hasta que Hideo Itami hizo su aparición para confrontarlo. Tiempo después, en una gira de WWE, Aries fue accidentalmente herido por Shinsuke Nakamura lo que, le provocó un corte cerca al ojo izquierdo.

#### 205 Live (2016-2017)
Debido a su herida en su ojo y una lesión, el 29 de noviembre en 205 Live, Aries reapareció como comentarista y entrevistador, tanto para 205 Live como para Raw.
El 6 de marzo en Raw, salió a entrevistar a Neville (quien acababa de retener su título frente a Rich Swann) pero de repente, el público aclamaba el nombre de Aries y no el de Neville por lo que este empezó a burlarse por el ojo de Aries, además le escupía cerca del ojo. Tras esto, Aries atacó a Neville, no solo cambiando a face, sino también daba su regreso a la lucha libre.
El 7 de marzo en 205 Live, hizo su ascenso al roster principal, derrotando a Tony Nese. Tras las siguientes semanas, tuvo una dura rivalidad con Neville. En Wrestlemania 33, fue derrotado por Neville. Continuó con su rivalidad con Neville. Tras esto, en Payback, derrotó a Neville por descalificación debido a que Neville agredió al árbitro por lo que, retuvo el título. Después de lo sucedido, siguió con su rivalidad con este. El 22 de mayo en Raw, se anunció que para Extreme Rules, Neville defendería su título contra Austin Aries en un Submission Match. En Extreme Rules, fue derrotado por Neville, finalizando así su rivalidad.
El 13 de junio en 205 Live, Aries reapareció pero luego fue confrontado por Tony Nese aunque después, fue defendido por Jack Gallagher. Durante los días siguientes dijo que se tomaría un tiempo de descanso, finalmente el 7 de julio WWE hizo oficial la salida de Aries de la empresa.

### Impact Wrestling (2018)
Aries regresó a Impact Wrestling, el mismo día de su vuelta consiguió convertirse en Campeón Mundial de Impact después de derrotar a Eli Drake. Aries también ganó el Gran Campeonato de Impact, derrotando a Matt Sydal, unos días después en un Winner Take All Match, que en ese momento lo convirtió en un ganador de Impact Wrestling Grand Slam, un doble campeón dentro de Impact Wrestling. Después de una pelea con Eli Drake y Matt Sydal, Austin Aries comenzó una pelea con Alberto El Patrón por el Campeonato Mundial de Impact. Luchando por el título mundial en el evento de Redemption, Alberto El Patrón fue despedido por Impact Wrestling después de no mostrar un evento en Wrestlecon. El evento principal de Redemption fue ahora un partido de triple amenaza, enfrentando a Austin Aries para luchar contra Fénix de Lucha Underground y Pentagón Jr. así perdiendo el título.
Dos noches después, Aries se volvió por primera vez desde 2015, cuando utilizó un golpe bajo para derrotar al Pentagón Jr. para recuperar el Campeonato Mundial de Impact por tercera vez. El 4 de junio de 2018, durante una conferencia de prensa, Aries unificó el Gran Campeonato de Impact con el Campeonato Mundial.
En Bound of Glory Aries lucho contra Jonnhy Impact este último le aplicaria su remate y lo cubriria ganando Impact el campeonato pero Aries en un acto poco profesional se fue sin vender el movimiento de su rival. Luego de eso sería despedido.

### Regreso a Ring of Honor (2018)
El 9 de marzo de 2018, durante la emisión del show ROH Show de Aniversario N.º 16, Aries reapareció desafiando al campeón televisivo Kenny king.

### Circuito Independiente (2017-2019)
Después de haber sido despedido de la WWE y su cláusula de no competencia de 90 días expiró, Aries hizo un regreso sorpresa a Impact Pro Wrestling en Des Moines, comentando durante el evento y promocionó su libro el 4 de noviembre de 2017. Luego, el 18 de noviembre de Aries regresó a House of Hardcore35 donde promocionaba su libro y se hacía llamar The Truth. Aries luego estaba programado para competir en la gira de Australia de World Series Wrestling (WSW). Aries luchó contra Ricochet y Brian Cage por el campeonato WSW en el show de Adelaide, sin embargo, no logró capturar el título. Ganó el título en el show de Sídney donde derrotó a Ricochet después de una interferencia de Brian Cage. El 2 de diciembre, House of Hardcore 36: Regreso a casa de Blizzard Brawl, Aries derrotó a Joey Mercury en su House Of Hardcore en el regreso del ring.
El 4 de diciembre de 2017, Aries apareció en un programa para la promoción Defiant Wrestling con sede en el Reino Unido. Al día siguiente, en Birmingham, Inglaterra, Aries derrotó a Marty Scurll para ganar el Campeonato Defiant. En No Regrets 2018, Aries perdió el título ante Rampage, en su último partido con Defiant. El 17 de diciembre de 2017, Austin Aries derrotó a Mark Haskins en IPW: Reino Unido The Big Bang: Indiscutible para ganar el Campeonato Mundial de Reino Unido: El 13 de abril de 2018, Aries luchó en una tarjeta para la promoción independiente DEFY Wrestling, con sede en Seattle, y ganó el campeonato de esa compañía. En junio de 2018, Aries regresó a WSW para otra gira. En el programa del 24 de junio, Aries derrotó a Johnny Impact para ganar su WSW Heavyweight Championship. El 17 de agosto de 2018, Aries apareció en el programa "High Intensity 7" de House of Glory y defendió con éxito el Campeonato Mundial de Impacto en un desafío abierto contra Ken Broadway.
En agosto de 2018, Aries apareció en las grabaciones de Ring Warriorstelevision para WGN America. Se unió para luchar por Ring Warriors e involucrarse detrás de escena en un aspecto creativo. Su programa de televisión debutó el 15 de septiembre de 2018. Continuó luchando en cinco episodios de su primera temporada. En las dos primeras apariciones, defendió con éxito el Campeonato mundial de peso pesado Impact en el programa. Luego regresó a WSW en noviembre de 2018, donde perdió el WSW Heavyweight Championship ante Robbie Eagles el 26 de noviembre. El primer partido de Aries de 2019 ocurrió en Warrior Wrestling 3, donde Aries perdió una pelea callejera contra Eddie Edwards. El 15 de marzo de 2019, Aries regresará a Warrior Wrestling en Warrior Wrestling 4 para enfrentar a Eddie Edwards en una revancha.

### Major League Wrestling (2018–2020)
El 8 de febrero de 2018, Aries debutó para Major League Wrestling (MLW) en su evento del Campeonato del Mundo al Camino, después de haber estado detrás del escenario en sus dos eventos anteriores. En el programa derrotó a ACH, tomando un micrófono después de la pelea que anunciaba su intención de convertirse en el Campeón Mundial de Peso Mediano de MLW. El partido se emitiría luego como el primer partido del episodio debut de MLW de MLW Fusion en BeIN Sports. Sin embargo, no volvería a aparecer en la promoción en más de un año. En el episodio del 11 de mayo de 2019 de MLW Fusion, se emitió una viñeta que anunciaba que Aries había firmado con MLW y que regresaría pronto.

### National Wrestling Alliance (2021-2022)
Hizo su regreso en Hard Times 2, derrotando a Retth Titus avanzando en Torneo para revivir el Campeonato Mundial Junior Peso Pesado de la NWA

## En lucha
- Movimientos finales

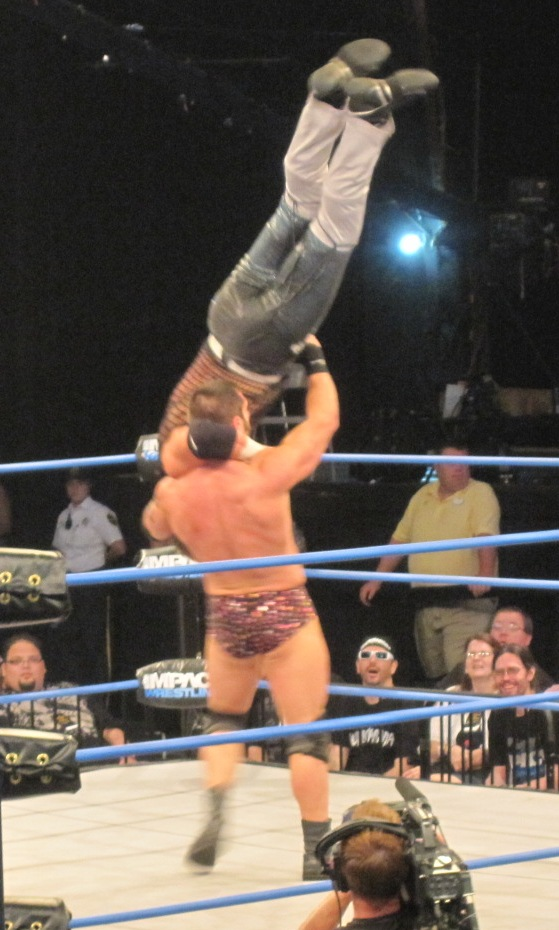
Aries aplicándole un Brainbuster a Jimmy Rave.

  - Discus Fivearm (Discus Elbow smash usualmente a un oponente aproximándose que haya rebotado en las cuerdas) – 2016–presente (WWE); usado como movimiento de firma en TNA/ROH/NXT
  - Last Chancery (TNA/NXT/WWE) / Horns of Aries (ROH) (bridging arm trap triangle choke usualmente precedido de múltiples knee strikes a la cabeza de un oponente) - presente
  - 450° splash
  - Brainbuster[1]

- Movimientos de firma
  - Fish Hook of Doom (Double knee drop al brazo de un oponente boca abajo seguido de fish hook)[1]
  - Macho Neck Snap[1] (Springboard rope hung neck snap)
  - Heatseeking Missile[1] (Suicide dive)
  - Pendulum Elbow[1] (Pendulum backbreaker seguido de elbow strike a la cara del oponente)
  - Powerdrive Elbow[1] (Running discus elbow drop con burlas)
  - Handstand dropkick a un oponente sentado
  - Slingshot derivado en back elbow smash a un oponente arrinconado o corkscrew splash
  - Corner evasion seguida de leaping back elbow smash tras rodar al rincón opuesto
  - Running delayed jumping knee drop con burlas
  - Shin breaker seguido de leg hook Saito suplex
  - Death Valley driver, a veces fuera del ring
  - Rolling fireman's carry slam
  - No-handed springboard moonsault
  - Discus elbow smash
  - Inverted suplex slam
  - Crucifix driver
  - Dropkick, a veces desde una posición elevada
  - Forward Russian legsweep
  - Scissored armbar[1]
  - Sidewalk slam
  - Japanese arm drag
  - Frog splash

- Apodos
  - "A Double / AA"
  - "The Greatest Man That Ever Lived"
  - "The Greatest Manager That Ever Lived"
  - "MV3 (Most Valuable Vascular Vegetarian)"
  - "The belt collector

"

## Campeonatos y logros
- Ring of Honor
  - ROH World Championship (2 veces)

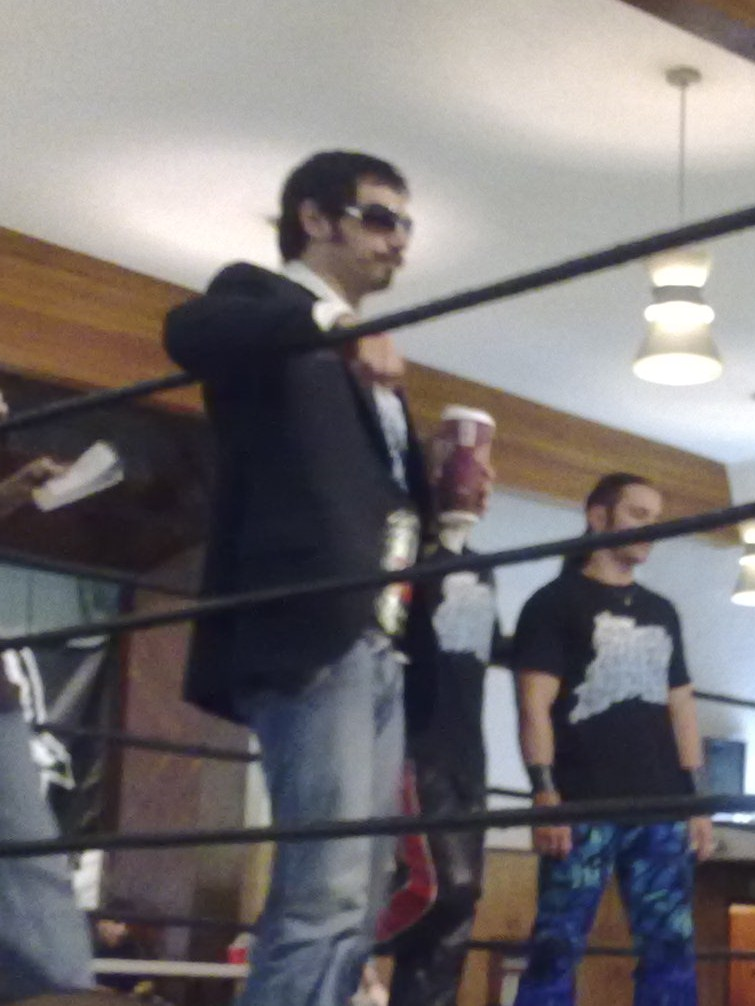
Aries con el Campeonato Mundial de ROH durante su segundo reinado.

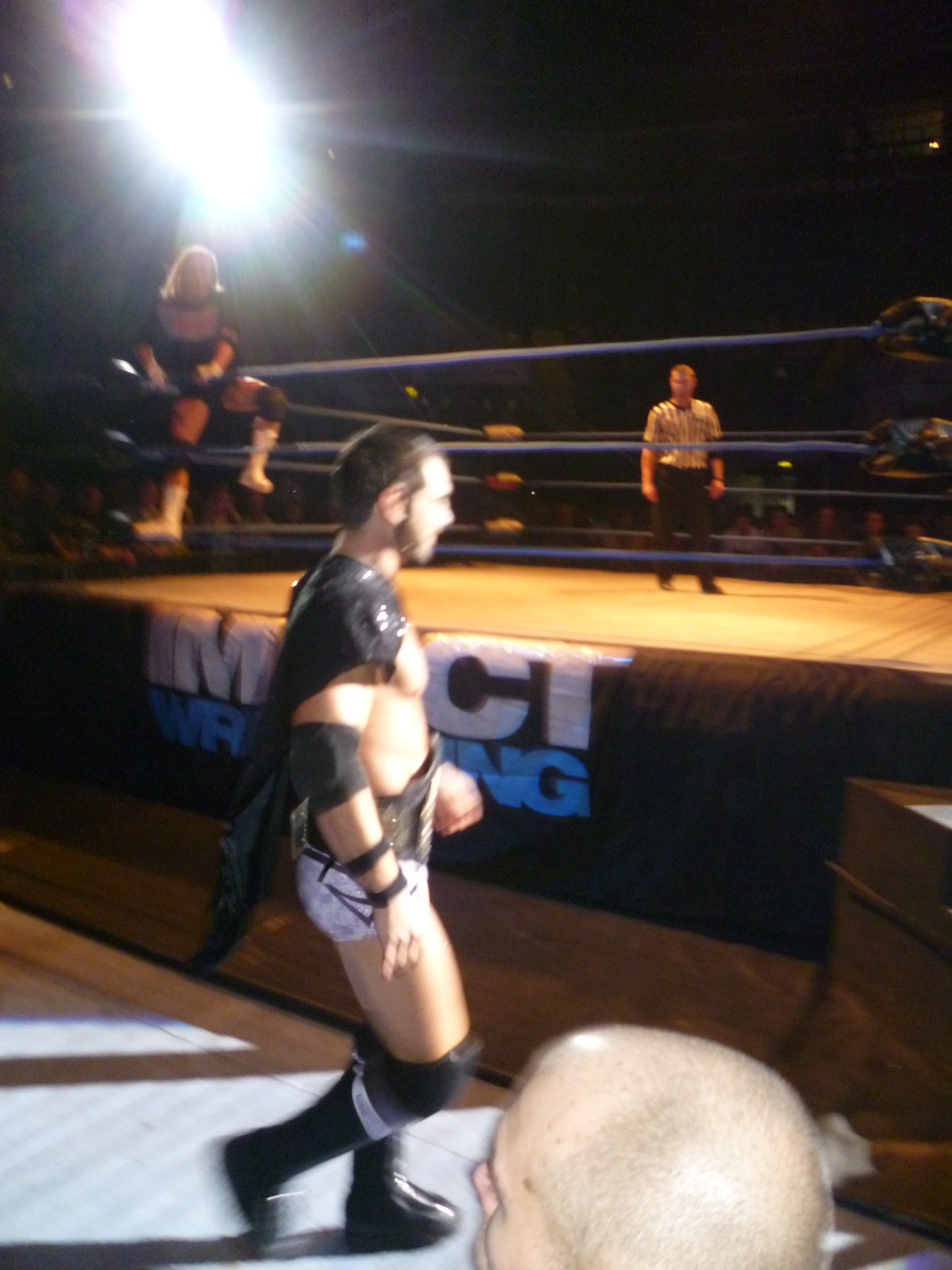
Aries durante su primer reinado como Campeón de la División X de la TNA.

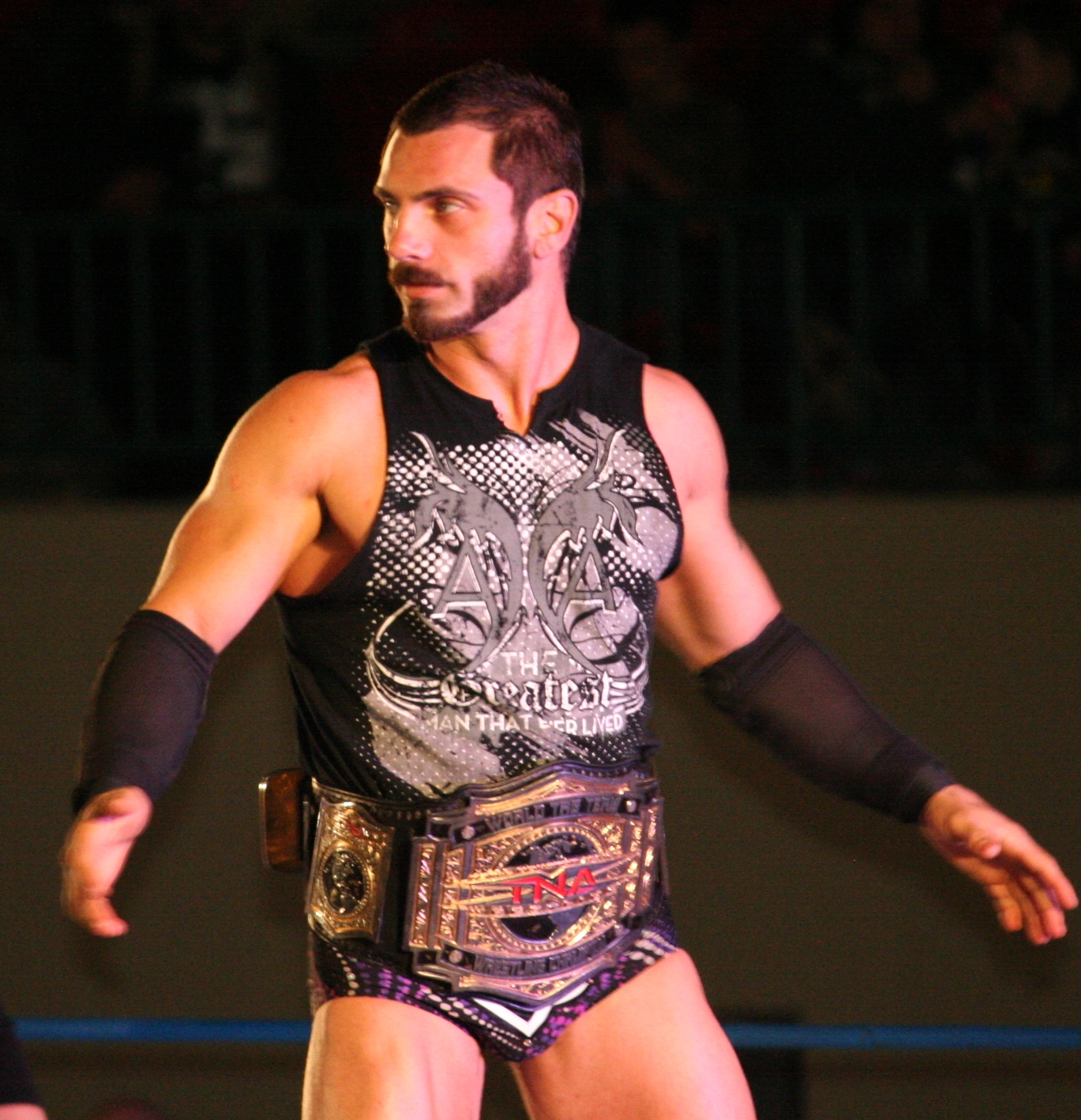
Aries como Campeón Mundial en Parejas de la TNA.

  - ROH World Tag Team Championship (1 vez) – con Roderick Strong

- Defiant Wrestling
  - Defiant World Championship (1 vez)

- World Series Wrestling
  - WSW World Heavyweight Championship (1 vez)

- International Pro Wrestling: United Kingdom
  - IPW:UK Championship (1 vez)

- Defy Wrestling
  - Defy 8xGP Championship (1 vez)

- Total Nonstop Action Wrestling / Impact Wrestling
  - TNA World Heavyweight Championship/Impact Global/World Championship (3 veces)
  - TNA X Division Championship (6 veces)
  - Impact Grand Championship (1 vez, último))
  - TNA World Tag Team Championship (1 vez) – con Bobby Roode
  - TNA Triple Crown Champion (1 vez, Quinto)
  - Grand Slam Champion (Quinto, una vez)

- Pro Wrestling Illustrated
  - Situado en el N.º 225 en los PWI 500 de 2004[18]
  - Situado en el N.º 62 en los PWI 500 de 2005[19]
  - Situado en el N.º 61 en los PWI 500 de 2006[20]
  - Situado en el N.º 102 en los PWI 500 de 2007[21]
  - Situado en el N.º 31 en los PWI 500 de 2008[22]
  - Situado en el N.º 23 en los PWI 500 de 2009[23]
  - Situado en el N.º 25 en los PWI 500 de 2010[24]
  - Situado en el N.º 76 en los PWI 500 de 2011[25]
  - Situado en el N.º 13 en los PWI 500 de 2012[26]
  - Situado en el N.º 12 en los PWI 500 de 2013[27]
  - Situado en el N.º 23 en los PWI 500 de 2014[28]
  - Situado en el N.º 50 en los PWI 500 de 2015[29]
  - Situado en el N.º 54 en los PWI 500 de 2016[30]
  - Situado en el Nº25 en los PWI 500 de 2018

### Luchas de apuestas
| Ganador (apuesta)                                                      | Perdedor (apuesta)                                                     | Lugar            | Evento           | Fecha               | Notas                           |
| ---------------------------------------------------------------------- | ---------------------------------------------------------------------- | ---------------- | ---------------- | ------------------- | ------------------------------- |
| Austin Aries (contrato) vs. Samoa Joe (contrato) terminó sin resultado | Austin Aries (contrato) vs. Samoa Joe (contrato) terminó sin resultado | Orlando, Florida | Impact Wrestling | 8 de mayo de 2014   | Emitida el 5 de junio de 2014.  |
| Rockstar Spud (cambio de nombre)                                       | Austin Aries (contrato)                                                | Orlando, Florida | Impact Wrestling | 27 de junio de 2015 | Emitida el 5 de agosto de 2015. |